# Корк Хибернианс
«Корк Хибернианс» (ирл. Cork Hibernians) — несуществующий сейчас ирландский футбольный клуб из города Корк. Основан в 1957 году, на основе существовавшего с начала 1950-х годов любительского клуба «АОХ»; с момента своего основания и до прекращения существования выступал в Высшей ирландской лиге. Домашние матчи проводил на стадионе «Флауэр Лодж», вмещающем 26 000 зрителей. Лучшие годы клуба пришлись на начало 70-х годы 20-го века, когда он был одним из лидеров ирландского футбола, регулярно участвовал в еврокубках. Всего за время своего существования «Корк Хибернианс» один раз побеждал в чемпионате и дважды в кубке Ирландии. В 1976 году у клуба начались финансовые трудности и в 1977 году он прекратил своё существование.

## Достижения
- Чемпион Ирландии (1): 1971.
- Обладатель кубка Ирландии (2): 1972, 1973.
- Обладатель трофея Ирландской лиги (2): 1970, 1973.

## Выступления в еврокубках
| Сезон   | Турнир          | Раунд |                          | Клуб                     | Счёт     |
| ------- | --------------- | ----- | ------------------------ | ------------------------ | -------- |
| 1970-71 | Кубок ярмарок   | 1R    | Флаг Испании (1945—1977) | Валенсия                 | 0-3, 1-3 |
| 1971-72 | Кубок чемпионов | 1R    | Флаг Германии            | Боруссия (Мёнхенгладбах) | 0-5, 1-2 |
| 1972-73 | Кубок кубков    | 1R    | Флаг Кипра (1960—2006)   | Пезопорикос              | 2-1, 4-1 |
|         |                 | 1/8   | Флаг Германии            | Шальке 04                | 0-0, 0-3 |
| 1973-74 | Кубок УЕФА      | 1R    | Флаг Чехословакии        | Баник (Острава)          | 0-1, 1-2 |

- 1R — первый раунд.
- 1/8 — 1/8 финала.